# Aphareus (cá)
Aphareus là một chi cá biển trong họ Cá hồng, được lập ra bởi Georges Cuvier vào năm 1830.

## Từ nguyên
Tên chi có lẽ là một từ viết sai của Aristotle, một từ được cho là dùng để mô tả một vây đặc biệt nào đó ở cá ngừ cái.

## Các loài
Có 2 loài được công nhận trong chi này là:
- Aphareus furca (Lacépède, 1801)
- Aphareus rutilans Cuvier, 1830

## Phân bố
Aphareus được phân bố trên khắp vùng Ấn Độ Dương - Thái Bình Dương, kể cả Biển Đỏ và quần đảo Hawaii, riêng A. furca còn trải dài đến đảo Cocos ở rìa Đông Thái Bình Dương.

## Giá trị
Cả hai loài Aphareus đều là những loài cá thực phẩm quan trọng ở nhiều khu vực trong phạm vi của chúng, và cũng là những loài cá câu thể thao. Thịt của chúng được đánh giá là chất lượng và thường được bán tươi sống.